# علاقه (فیلم ۲۰۰۶)
علاقه (به انگلیسی: The Favor) یک فیلم سینمایی درام آمریکایی به نویسندگی و کارگردانی اوا آریدجیس است. این فیلم دربارهٔ عکاسی است که در نیوجرسی زندگی می‌کند و از زنی که ۲۵ سال پیش قلبش را شکست، تماس تلفنی می‌گیرد. اولین بار در ۱۵ اکتبر ۲۰۰۶ این فیلم در جشنواره فیلم مورلیا در مکزیک به نمایش درآمد و در ۱۹ اکتبر ۲۰۰۷ در مکزیک اکران شد. در ۲ مه ۲۰۰۸ در شهر نیویورک اکران شد.